# Pont Karamagara
El pont Karamagara (en turc: Karamağara Köprüsü), va ser un pont romà o romà d'Orient de l'antiga regió de Capadòcia a l'est de Turquia, i possiblement el més antic pont conegut d'arc apuntat. Segles V o VI.

## Localització i situació
Un sol arc de 17 metres s'estenia entre els penya-segats de la gorja] rocosa de l'Arapgir Çayı, un afluent de l'Eufrates. El pont, juntament amb gran part de la vall, ha quedat submergit des de la finalització de la presa de Keban l'any 1975, com a resultat el nivell d'aigua en la vall de l'Eufrates i alguns dels seus afluents, aigua amunt, va augmentar considerablement.
L'estructura pertanyia a la calçada romana a Melitene, que va ser tallada en la roca a la vora del pont en tots dos costats del riu. El seu nom Karamağara ("cova negra") deriva probablement d'una caverna ampliada artificialment en la riba sud que va ser tallada en la roca 75 m per damunt de l'estructura i servia per a la protecció del punt de cruïlla. El pont ha estat amb força freqüència esmentat pels primers viatgers europeus.
Igual que amb altres monuments de la regió, el lloc va ser examinat per la Universitat Tècnica de l'Orient Mitjà d'Ankara abans de la seva inundació. Més avall, en el poble de Bahadın, les restes d'un altre pont romà, ara també submergit, poden indicar l'existència d'un punt de cruïlla més en el lloc.

### Arc apuntat
La nervadura d'arc ogival va ser construïda sense morter entre les dovelles. [3] En el seu costat oriental, estenent-se al llarg de la major part de la seva longitud, es trobava una inscripció cristiana quasi intacta en grec citant gairebé textualment el Salm 121, versicle 8 de la Bíblia. [6] El text diu: 
| « | Κύριος ὁ Θεὸς φυλ[ά]ξει τὴν εἰσοδ[όν] σου κε τὴν ἐ[ξ]οδόν σου ἀπὸ τοῦ νῦν καὶ ἔως τοῦ αἰῶνος, ἀμὴ[ν], ἀμ[ὴν], ἀ[μὴν]. Kýrios ho Theós phyláxei tēn eisodón sou ke tēn exodón sou apó tou nyn kai héōs tou aiṓnos, amḗn, amḗn, amḗn. Déu Nostre Senyor protegeixi la seva entrada i la seva sortida des d'ara i fins al fi dels temps, amén, amén, amén. | » |

A partir d'una anàlisi paleogràfica de les formes de les lletres gregues s'obté una data de construcció del segle V o VI pel pont. Com la major part dels ponts de maçoneria romans que descansen sobre arcs de mig punt, o, en menor mesura, en arcs rebaixats, el pont Karamagara representa una construcció estranya a començaments de l'antiguitat tardana amb utilització d'arcs apuntats sinó també en la història de l'arquitectura en general. Juntament amb altres exemples romans tardans i sassànides, demostrat sobretot en els edificis de les primeres esglésies a Síria i Mesopotàmia, el pont prova l'origen pre- islamita de l'arc ogival a l'Orient Pròxim, que els conqueridors musulmans posteriorment van adoptar i van construir.